# Institut du pin
 (décembre 2017).
L'Institut du pin est un institut de recherche industrielle rattaché à la faculté des sciences de l'université de Bordeaux, créé au début des années 1920 et actif jusqu'au début des années 2010. Il a marqué le paysage scientifique, industriel et économique de la région bordelaise grâce à ses activités de recherche en matière de chimie des résines de pin et de chimie du bois. Dans l’entre-deux-guerres, l’Institut du pin a été le plus important centre de recherche de chimie des résines dans le monde. 

## Les origines de l’Institut du pin
En 1899, à la suite des sollicitations des communautés locales dans la forêt landaise, un chimiste bordelais, Maurice Vèzes (1864-1935) ouvre le Laboratoire de chimie appliquée à l’industrie des résines à la Faculté des sciences de Bordeaux. Sa mission est de contribuer à la valorisation de la gemme, de l’essence de térébenthine et de la colophane, les produits principaux de l’industrie des résines dans les Landes. Contrairement aux autres laboratoires bordelais de l’époque, le laboratoire de Vèzes est entièrement financé par des contributions de communautés locales et d’entrepreneurs. À la suite de la détérioration de la santé de Maurice Vèzes et au changement de la situation économique dans la région, les activités du laboratoire ralentissent dans les années 1910-1920. 

## La création
Après la Première Guerre mondiale, un jeune chimiste du laboratoire des résines, Georges Dupont (1884-1958) décide de renouveler avec Maurice Vèzes l’intérêt de l’industrie régionale en chimie des résines et dans les possibilités qu’elle offre. Ils proposent la mise en place de l’Institut du pin, un organisme de recherche financé par l’industrie et au service de l’industrie. En 1922 se forme l’Association Institut du pin réunissant les entrepreneurs voulant y contribuer. En 1924 est établi le Bulletin de l’Institut du pin. De parution mensuelle, le bulletin connaîtra plus de 160 numéros, avant son arrêt en 1939. L'intégralité de la revue a été numérisée en 2019 par l'université de Bordeaux. 
Contrairement à la vision initiale de Dupont et Vèzes, l’Institut du pin rêvé n’est jamais créé, son rôle étant rempli par le laboratoire des résines à la Faculté des Sciences de Bordeaux qui perçoit des dotations des industriels. Le laboratoire prend formellement la dénomination « Institut du pin » en 1937, quand il est transformé en institut de recherche en vertu du décret du 31 juillet 1920 relatif à la constitution des universités. 

## Les activités de l’Institut
Georges Dupont est à la tête du laboratoire jusqu’en 1933. En 1934, Georges Brus (1899-1974), un chimiste spécialisé en chimies des terpènes et le futur doyen de la Faculté des sciences de Bordeaux, devient le nouveau directeur de l’Institut, position qu’il occupe jusqu’en 1969. À partir de la fin des années 1920, l’Institut constitue le centre mondial des recherches sur la chimie des résines et accueille des étudiants du monde entier. Ses chercheurs abordent non seulement la chimie de l’essence de térébenthine et la chimie des acides résiniques, mais aussi les techniques du gemmage. Les contributions de l’Institut du pin servent à revigorer l’industrie landaise des résines. Après la Seconde Guerre mondiale, l’Institut du pin reste le plus grand centre de chimie des résines à l’échelle européenne, mais à l’échelle globale il est éclipsé par le Naval Stores Research Station à Olustee en Floride.

## L’Institut du pin après la crise des résineux
Entre 1960 et 1970, la production des produits résineux dans la forêt landaise est pratiquement divisé par cinq. La survie de L’Institut du pin, financé en grande partie par des contributions de l'industrie des résines, est menacée. Après le départ de Georges Brus à la retraite en 1969, Jacques Valade devient le nouveau directeur de l’Institut. Il le réoriente vers la recherche sur le bois de pin et surtout sur les polymères. Les directeurs suivants de l’Institut, entre autres Claude Filliatre et Bernard de Jéso, arrivent à trouver une nouvelle place pour l’Institut dans le paysage économique aquitain. L’Institut ferme ses portes à la fin des années 2000, ses laboratoires étant rattachés à de nouvelles unités de recherche en chimie de bois.